# Гікорі-Гіллс (Іллінойс)
Гікорі-Гіллс (англ. Hickory Hills) — місто (англ. city) в США, в окрузі Кук штату Іллінойс. Населення — 14 505 осіб (2020).

## Географія
Гікорі-Гіллс розташоване за координатами 41°43′29″ пн. ш. 87°49′41″ зх. д. / 41.72472° пн. ш. 87.82806° зх. д. (41.724788, -87.828115).  За даними Бюро перепису населення США в 2010 році місто мало площу 7,32 км², уся площа — суходіл.

## Демографія
Згідно з переписом 2010 року, у місті мешкало 14 049 осіб у 5225 домогосподарствах у складі 3665 родин. Густота населення становила 1918 осіб/км².  Було 5487 помешкань (749/км²).
Расовий склад населення:
| - 88,0 % — білих - 3,4 % — чорних або афроамериканців - 2,6 % — азіатів - 0,1 % — корінних американців - 4,0 % — осіб інших рас |

До двох чи більше рас належало 1,9 %. Частка іспаномовних становила 12,6 % від усіх жителів.
За віковим діапазоном населення розподілялося таким чином: 22,3 % — особи молодші 18 років, 64,0 % — особи у віці 18—64 років, 13,7 % — особи у віці 65 років та старші. Медіана віку мешканця становила 38,7 року. На 100 осіб жіночої статі у місті припадало 99,1 чоловіків;  на 100 жінок у віці від 18 років та старших — 97,7 чоловіків також старших 18 років.
Середній дохід на одне домашнє господарство  становив 70 452 долари США (медіана — 58 709), а середній дохід на одну сім'ю — 77 980 доларів (медіана — 65 234). Медіана доходів становила 50 246 доларів для чоловіків та 37 921 долар для жінок. За межею бідності перебувало 15,5 % осіб, у тому числі 28,8 % дітей у віці до 18 років та 5,4 % осіб у віці 65 років та старших.
Цивільне працевлаштоване населення становило 6306 осіб. Основні галузі зайнятості: освіта, охорона здоров'я та соціальна допомога — 18,3 %, науковці, спеціалісти, менеджери — 15,4 %, виробництво — 15,3 %.